# Cucina molisana
La cucina molisana è la gastronomia legata al Molise, regione italiana dell'Italia meridionale.

## Prodotti agroalimentari
Quella molisana è una cucina molto varia, e può vantare, secondo la revisione del ministero delle politiche agricole alimentari e forestali, 159 prodotti agroalimentari tradizionali.

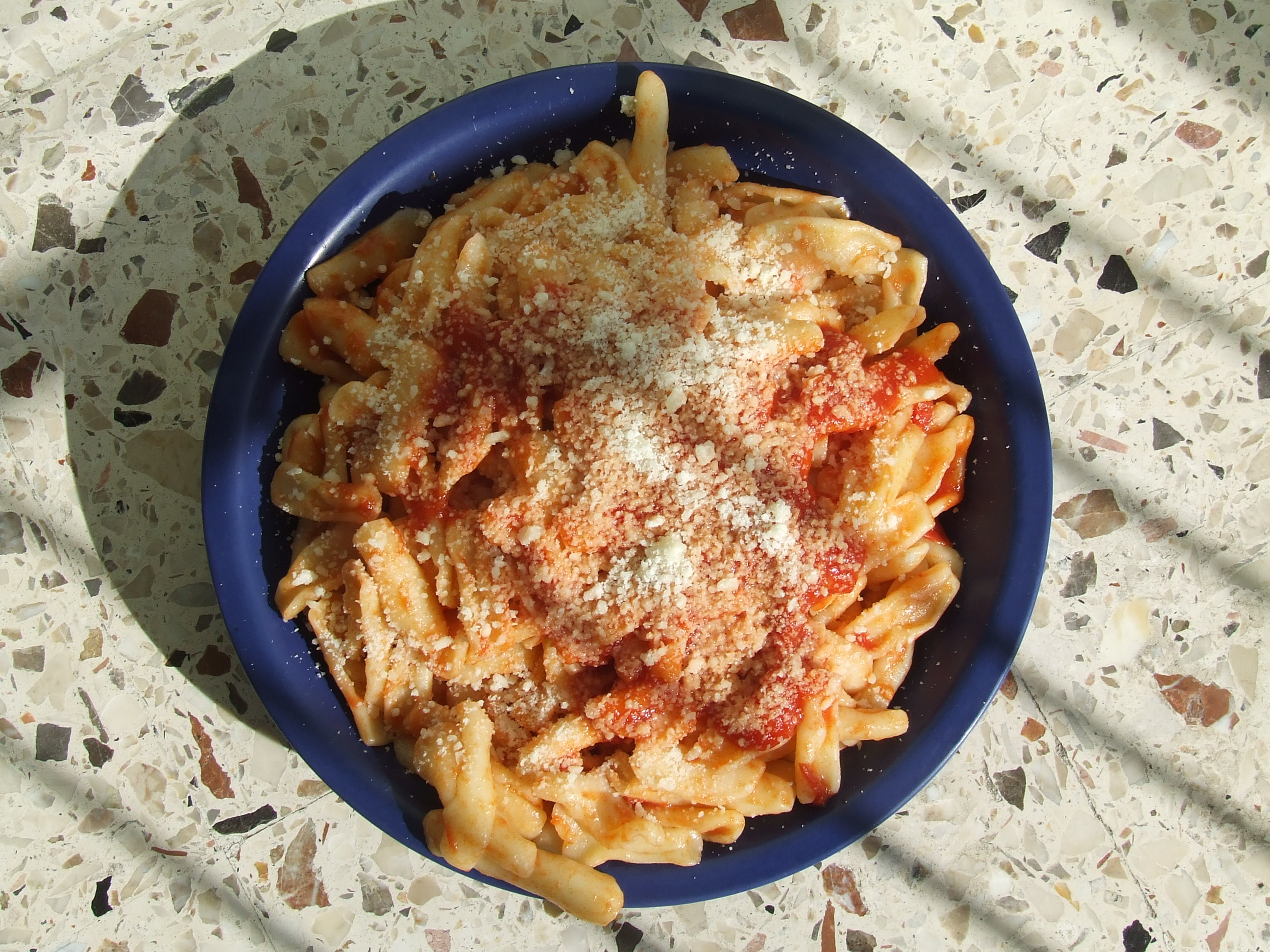
Un piatto di cavatelli

Tra i prodotti più importanti vi sono le varietà di olio extravergine dal sapore soave consumato anche crudo su insalate e crostini. L'eccellente fattura del prodotto ha fatto guadagnare all'olio molisano, nel 2003, il riconoscimento DOP. Conosciuto fin dall'antichità l'olio di Venafro (IS), detto "Aurina" per il suo caratteristico colore, citato da Licinio, Orazio, Plinio e altri poeti dell'epoca romana. Le olive autoctone più importanti sono l'Aurina (o Licinia) di Venafro (IS), la Gentile di Larino (CB) e l'oliva nera di Colletorto (CB), utili per la produzione dell'olio extravergine di oliva a denominazione di origine protetta “Molise” e devono essere utilizzate congiuntamente o disgiuntamente, per almeno l'80%. Sempre a proposito dell'olio d'oliva, molti paesi fanno parte dell'associazione "Città dell'olio", con sede a Larino (CB).
Il pane molisano conserva la sua antica manifattura produttiva e viene prodotto ancora in alcuni panifici con le patate (che, in molisano si chiamano tapane o patane) e la sofficità che lo contraddistinguono. Famoso è il pane di Venafro (IS), così come la sua produzione di taralli all'olio di oliva.

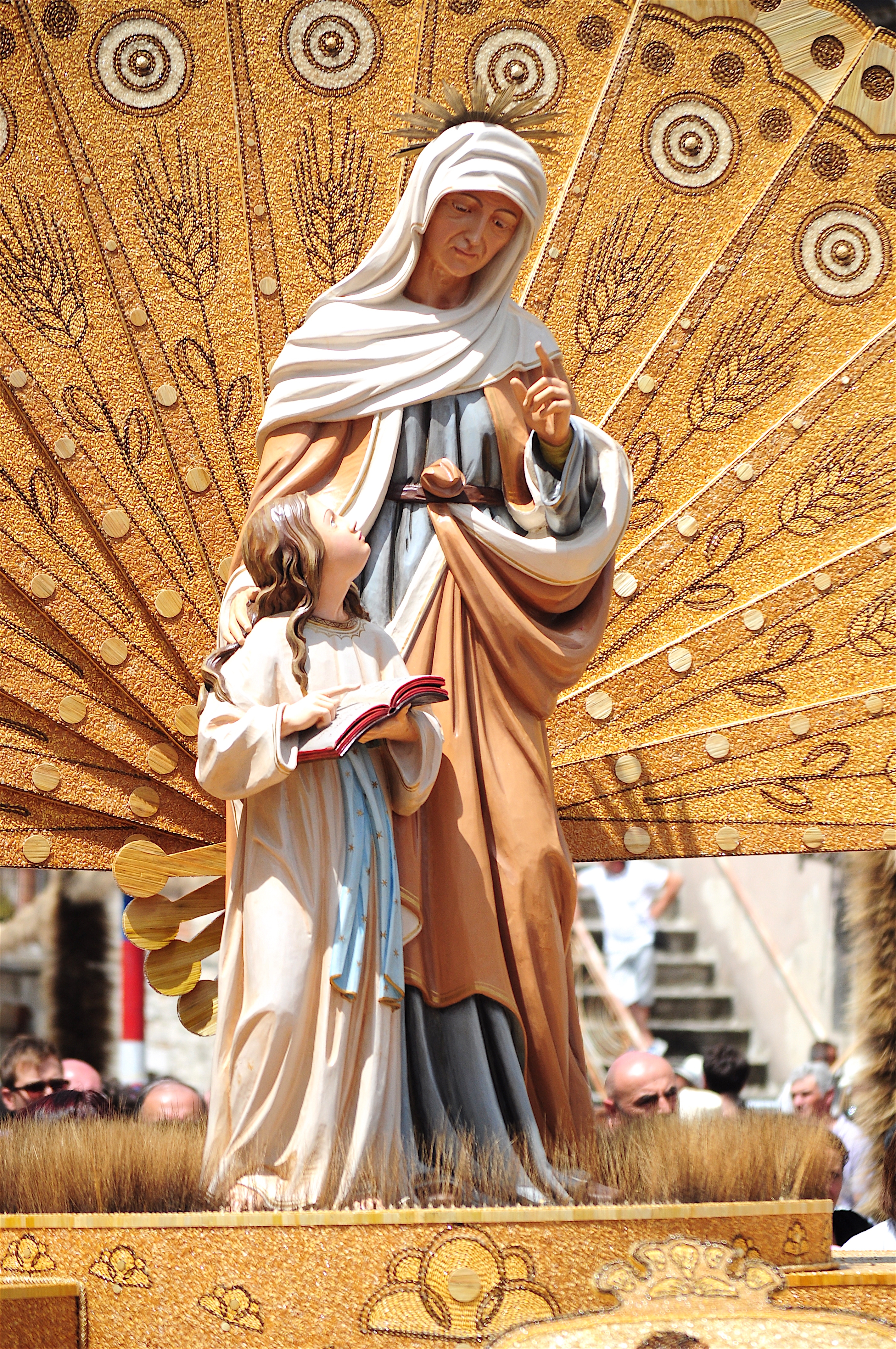
Carro di Sant'Anna alla festa del grano a Jelsi

Abbastanza rinomata nella regione e non solo è la Patata lunga di San Biase, originaria del comune dell’entroterra molisano, e prodotta in tutta l’area trignina, a pasta gialla e buccia scura, più piccola e schiacciata rispetto alle altre varietà, ottima per le preparazioni al forno o “sotto la coppa”.
Notevole è il settore produttivo della pasta. Questo vede come punta il pastificio La Molisana di Campobasso attivo dal 1912, rilanciato nel 2011 dopo un periodo di crisi, ma da citare sono il Colavita, sempre del capoluogo, e un certo numero di piccoli pastifici artigianali. Un tipo di pasta fresca tipica sono i cavatelli (in molisano, cavatiélle/cavàte), ottenuto con una sfoglia senza uova, che è una delle più importanti specialità della regione Molise e del suo capoluogo Campobasso; vengono serviti al pomodoro o alle verdure, mentre il condimento più tipico è il sugo di carne di maiale (in particolare il 17 gennaio, giorno di Sant'Antonio Abate) o con spigatelli e carne macinata. Altrettanto conosciuti sono i fusilli, preparati con lo stesso impasto, ma realizzati con un "fuso" da cui il nome. Dall'impasto vengono staccati dei dadini di pasta, avvolti intorno al fuso e poi sfilati.
Grande importanza è data alla produzione di latticini e di formaggi: il caciocavallo di Agnone (IS) e quelli di Vastogirardi (IS) e di Frosolone (IS), la treccia di Santa Croce di Magliano (CB), le mozzarelle di Bojano (CB), e le mozzarelle di bufala che in Molise sono prodotte solo nel comune di Venafro (IS), prodotte a marchio DOP.
Per ciò che riguarda i salumi, nel Molise vengono prodotti da alcuni insaccati, come la soppressata (cenni storici della produzione della soppressata del Molise risalgono al 1816) , il capocollo o capicollo (capecuollo), la salsiccia (saûciccia o saûsiccia), famosa perché ha come ingrediente il finocchietto selvatico, la ventricina, famosa quella di Montenero di Bisaccia (CB), sulla quale da tempo è in atto una disputa con l'Abruzzo per la paternità del salume, e la signora di Conca Casale (IS).
Dall'alto Molise proviene il 40% della produzione italiana di tartufo bianco, sebbene la regione abbia solo dagli anni duemila avviato lo sfruttamento del territorio a tale scopo. Vi operano oltre 4500 raccoglitori.

## Piatti tipici
Importante è il brodetto di pesce di Termoli (CB) (du' bredette). Utilizza molte qualità di pesce, almeno nove/dieci: seppie, triglie, sogliole, palombo, rospo, pannocchie, scorfano, merluzzo, frutti di mare, e altri che variano a seconda della stagione.
Caratteristico, nella ricetta termolese, è l'uso del peperone fresco.
Un preparato tipico del basso Molise, specialmente a San Martino in Pensilis (CB), è la pampanella, carne di maiale cotta al forno con alcune spezie e molto peperoncino rosso sia dolce che piccante.

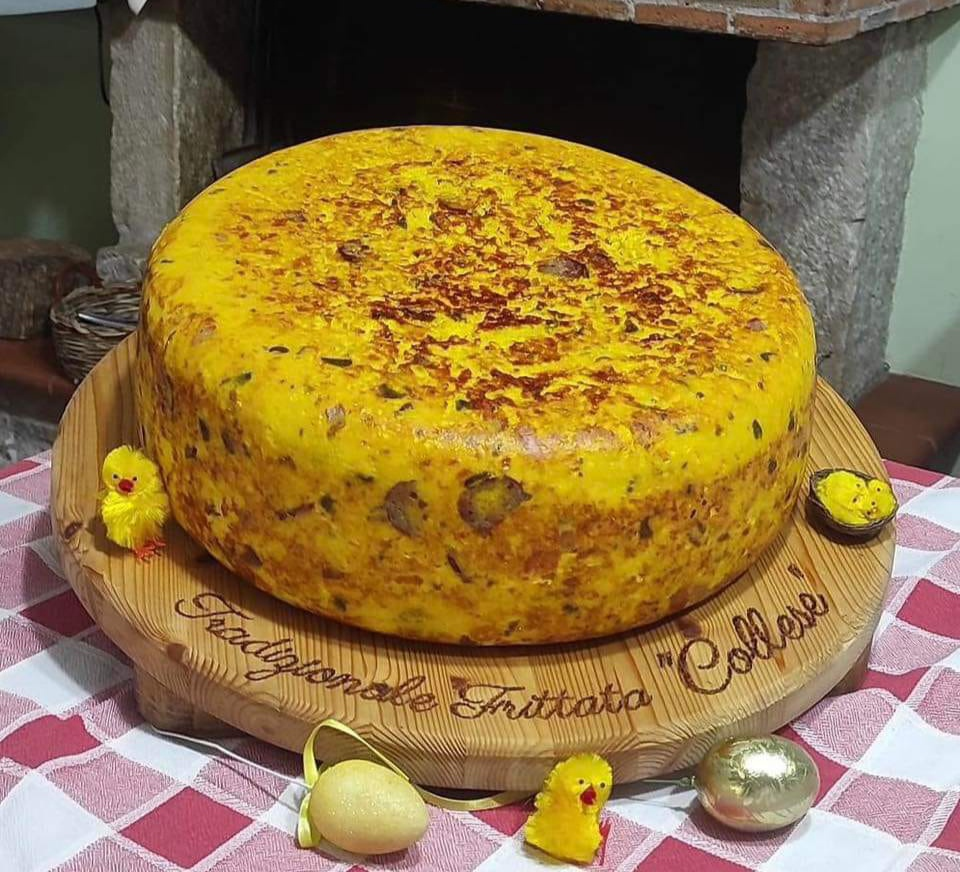
La Tradizionale Frittata di Pasqua realizzata a Colli a Volturno

La Tradizionale Frittata di Pasqua, preparata con centinaia di uova unite a prosciutto crudo, formaggio caprino, menta e coratella, è tipica della Valle del Volturno, in provincia di Isernia, ed in particolare a Colli a Volturno, Montaquila e Fornelli.
L'uso del tartufo (nero e bianco) è sempre più diffuso in tutta la regione, essendo ormai cavato dalla terra da lungo tempo, specie nell'Alto Molise, grazie ai numerosi cavatori e ai loro cani. Sempre di più le fiere che hanno come tema il tartufo e il suo impiego in parecchie specialità culinarie.
Fra i dolci sono tipiche le ferratelle, simili ai waffel tedeschi, ma con l'aggiunta di semini di finocchio e più sottili e friabili, i piccillati (i pečelàt), ravioli cotti al forno ripieni di confettura di amarena, e la pigna, simile al panettone ma più leggera, tradizionalmente preparato per la Pasqua. I caragnoli e rosacatarle o rosacatarre, intinte nel miele, sono dolci tipici natalizi.

## Vini
Tra i vini si segnalano le DOC Tintilia del Molise, Biferno bianco, Biferno rosato, Biferno rosso, Biferno rosso riserva, Pentro di Isernia bianco, Pentro di Isernia rosato, Pentro di Isernia rosso, e Molise.